# Charlotte Skeoch
Charlotte Skeoch (Surrey, 22 de fevereiro de 1989) é uma atriz britânica, nascida na Inglaterra.
É a intérprete de Ana Abott nos filmes Harry Potter e a Câmara Secreta, Harry Potter e o Cálice de Fogo e Harry Potter e a Ordem da Fênix.